# Strysza Buda
Strysza Buda, dodatkowa nazwa w j. kaszub. Strëszô Bùda (niem. do 1907 r. Strissabuda, później Nider-Mirchau, czyli Mirachowo Dolne) – wieś kaszubska w Polsce położona w województwie pomorskim, w powiecie kartuskim, w gminie Kartuzy na obrzeżach Kaszubskiego Parku Krajobrazowego nad rzeką Łebą. Strysza Buda jest częścią składową sołectwa Mirachowo.
W latach 1975–1998 miejscowość administracyjnie należała do województwa gdańskiego.
W Stryszej Budzie znajduje się Kaszubski Park Miniatur. Makiety w skali 1:25 przedstawiają m.in. pomnika Chrystusa z Rio de Janeiro, podobizny czterech prezydentów USA z Mount Rushmore, londyński Big Ben, Krzywą Wieżę, Sfinksa, Wieżę Eiffla, Łuk Triumfalny, a także zabytki regionu.

## Nazwa miejscowości
Miejscowość wymieniona po raz pierwszy pod koniec XVIII w. na mapie Schröttera jako Striszabuda, późniejsze wzmianki były podobne. Sporadycznie pojawiała się forma Strzyża-Buda. Nazwa składa się z 2 członów. Pierwszy strysza, po kaszubsku strëszô, od rzeczownika strëch, oznaczającego  'starca', 'dziada' i 'żebraka'. I buda - nędzna chata. Chodziło najprawdopodobniej o nędzną chatę, zbudowaną przez ludzi biednych.

## Historia miejscowości
W roku 1913 we wsi był tartak i młyn, właścicielem których był Otto Mickley.

## Osoby związane z miejscowością
Strysza Buda jest miejscem urodzenia kaszubskiego muzyka, pisarza i działacza na rzecz zachowania tożsamości językowo-historycznej Kaszubów w okresie międzywojennym i po II wojnie światowej, Zrzeszińca, Jana Trepczyka (1907 - 1989).